# آلکس وینسنت (هنرپیشه)
آلکس وینسنت (انگلیسی: Alex Vincent؛ زادهٔ ۲۹ آوریل ۱۹۸۱) یک هنرپیشه اهل ایالات متحده آمریکا است. وی از سال ۱۹۸۸ میلادی تاکنون مشغول فعالیت بوده‌است.
او در فیلم تا بهار صبر کن بازی کرده است.